# Зимові Олімпійські ігри 1980
Зимові Олімпійські ігри 1980 або XIII Зимові Олімпійські ігри — міжнародне спортивне змагання із зимових видів спорту, яке проходило під егідою Міжнародного олімпійського комітету у місті Лейк-Плесід, США з 13 лютого по 24 лютого 1980 року.

## Медальний залік
Топ-10 неофіційного національного медального заліку:
| Місце | Країна      | Золото | Срібло | Бронза | Загалом |
| ----- | ----------- | ------ | ------ | ------ | ------- |
| 1     | СРСР        | 10     | 6      | 6      | 22      |
| 2     | НДР         | 9      | 7      | 7      | 23      |
| 3     | США         | 6      | 4      | 2      | 12      |
| 4     | Австрія     | 3      | 2      | 2      | 7       |
| 5     | Швеція      | 3      | 0      | 1      | 4       |
| 6     | Ліхтенштейн | 2      | 2      | 0      | 4       |
| 7     | Фінляндія   | 1      | 5      | 3      | 9       |
| 8     | Норвегія    | 1      | 3      | 6      | 10      |
| 9     | Нідерланди  | 1      | 2      | 1      | 4       |
| 10    | Швейцарія   | 1      | 1      | 3      | 5       |